# Oca d'esperons
L'oca d'esperons (Plectropterus gambensis), és un ocell de la família dels anàtids (Anatidae) de grans dimensions, que s'ha relacionat amb la subfamília dels tadornins (Tadorninae) però que diferències anatòmiques i genètiques han fet que s'haja creat la seva pròpia subfamília dels plectropterins (Plectropterinae). És l'única espècie del gènere Plectropterus Stephens, 1824.

## Morfologia
- Fan una llargària de 75 – 115 cm amb un pes de 4-6.8 kg, ocasionalment fins a 7 kg, essent els mascles més grans que les femelles.[3] Es tracta del més gros entre els anseriformes africans.
- És principalment de color negre, amb cara blanca i grans pegats blancs en les ales.
- La raça nominal té una zona blanca molt extensa al ventre i flancs, mentre la zona blanca de la meridional és molt més petita.
- Bec vermell, amb una taca també vermella a la cara, molt més gran als mascles.
- Esperons als angles de les ales, que poden ser utilitzats en conflictes intraespecífics.

## Hàbitat i distribució
Viu als rius, pantans i llacs de l'Àfrica subsahariana, a excepció dels boscos densos de la República Democràtica del Congo central i les zones àrides de Namíbia i Botswana.

## Reproducció
Fa el seu niu ocult en la vegetació prop de l'aigua, però també pot aprofitar forats als arbres o altres cavitats i encara vells nius d'ocell martell.

## Alimentació
Aquesta espècie abundant i gregària s'alimenta d'herba, però passa la part central del dia descansant a l'aigua.

## Llista de subespècies
Se n'han descrit dues subespècies:
- Plectropterus gambensis gambensis (Linnaeus) 1766. Des del sud de Mauritània fins a Etiòpia i cap al sud fins al riu Zambesi.
- Plectropterus gambensis niger Sclater,PL 1877. Al sud del Riu Zambesi, fins a la Província del Cap.